# Khatun
 Khatun   (en farsi خاتون, khātūn; en turco hatun) fue un título de origen sogdiano que llevaban las esposas de los soberanos turcos y también las parientas del soberano. Lo rescataron los selyúcidas y los corasmios y después los gengiskánidas. En época timúrida fue sustituido en Asia Central por Begum, luego utilizado en la India. Aún hoy día en Pakistán se llama Begum a las mujeres de alto rango.
De acuerdo a Bruno De Nicola en, Women in Mongol Iran: The Khatuns, 1206-1335, los orígenes lingüísticos del título, “Khatun” son inciertos, pero tal vez el título proviene turco antiguo o Sogdien. Según Bruno De Nicola, "Khatun" significa "dama" o "mujer noble" mucho antes de las conquistas mongolas de Asia Central, y la palabra atraviesa varios textos medievales persas y árabes.